# László Miklós
László Miklós, maďarsky Miklós László (* 24. ledna 1949 Šafárikovo), je slovenský geograf, vědecký pracovník, univerzitní profesor a politik maďarské národnosti. V letech 1998 až 2006 zastával post ministra životního prostředí Slovenské republiky v první i ve druhé vládě Mikuláše Dzurindy.

## Biografie
Narodil se roku 1949 ve městě Šafárikovo (dnes Tornaľa) v tehdejším Československu. Od roku 1968 studoval obor fyzická a regionální geografie na Přírodovědecké fakultě Univerzity Komenského v Bratislavě, který dokončil v roce 1973. Poté pracoval až do roku 1990 v Ústavu experimentální biologie a ekologie CBEV Slovenské akademie věd v Bratislavě. V 90. letech působil jako hostující profesor nejprve na Roskilde University Centre v Dánsku, poté v Banské Štiavnici na Katedře UNESCO pro ekologické vědomí a trvale udržitelný rozvoj na Fakultě ekologie a environmentalistiky Technické univerzity ve Zvolenu, a nakonec ve Vídni na Universität f. Bodenkultur a na Technische Universität.

### Vědecká kariéra
- 1973: získal titul Mgr. na Přírodovědecké fakultě Univerzity Komenského v Bratislavě
- 1975: získal titul RNDr. na Přírodovědecké fakultě Univerzity Komenského v Bratislavě
- 1983: získal titul CSc. na Přírodovědecké fakultě Univerzity Jana Evangelisty Purkyně v Brně
- 1993: získal titul doc. na Fakultě ekologie a environmentalistiky Technické univerzity ve Zvolenu
- 1994: získal titul DrSc. na Slovenské akademii věd v Bratislavě
- 1997: získal titul prof. na Fakultě ekologie a environmentalistiky Technické univerzity ve Zvolenu ve Zvolenu[1]

### Politická kariéra
V roce 1989 zakládal ekologickou stranu s názvem Trend Tretieho Tisícročia. Od roku 2003 byl členem republikového předsednictva SMK-MKP.
- 1998 – 2002: ministr životního prostředí SR za SMK-MKP v první vládě Mikuláše Dzurindy
- 2002 – 2006: ministr životního prostředí SR za SMK-MKP v druhé vládě Mikuláše Dzurindy
- 2006 – 2010: poslanec NR SR za SMK-MKP

V evropských volbách v roce 2024 kandidoval na posledním 15. místě kandidátní listiny strany Maďarská aliancia, ale neuspěl. Strana totiž získala 3,88 % hlasů a tedy žádný mandát.

## Soukromý život
Hovoří anglicky, maďarsky, německy, rusky a slovensky. Je ženatý, s manželkou mají dvě dcery.

## Ocenění
- Bulharsko: Gold medal of the State Commission for the Environmental Protection of Bulgaria (1984)
- USA: Tribute of Appreciation from the Administrator of US EPA (1993)[1]